# Thomas Dixon
Thomas F. Dixon, Jr. (11. januar 1864 – 3. april 1946) var en amerikansk baptist præst, dramatiker, politiker og forfatter. Hans mest kendte værk er romanen The Clansman som senere blev D.W. Griffiths inspiration til filmen The Birth of a Nation (1915).

## Biografi
Thomas Dixon blev født i North Carolina, USA. Han voksede op i rekonstruktionstiden i perioden efter den amerikanske borgerkrig. Både hans far og onkel, var i lange perioder medlemmer af Ku Klux Klan, en gruppe som senere kom til at spille en stor rolle i Dixons litteratur.

Dixon så med foragt på afroamerikanere og var en stor tilhænger af raceadskillelse, skønt han var modstander af slaveriet i sydstaterne.

## Værker
- The Leopard Spots (1902)
- The One Woman (1903)
- The Clansman (1905)
- The Life Worth Living (1905)
- The Traitor (1907)
- Comrades (1909)
- The Root of Evil (1911)
- The Sins of the Father (1912)
- The Southerner: A Romance of the Real Lincoln (1913)
- The Victim: A Romance of the Real Jefferson Davis (1914)
- The Foolish Virgin (1915)
- The Fall of a Nation (1916)
- The Way of a Man (1918)
- A Man of the People (1920)
- The Man in Gray (1921)
- The Flaming Sword (1939)